# Challuy
Challuy este o comună în departamentul Nièvre din centrul Franței. În 2009 avea o populație de 1.594 de locuitori.

## Evoluția populației
| An        | 1975  | 1982  | 1990  | 1999  | 2006  | 2009  |
| --------- | ----- | ----- | ----- | ----- | ----- | ----- |
| Populație | 1.257 | 1.324 | 1.256 | 1.347 | 1.588 | 1.594 |